# Armenios en el Imperio otomano
Los armenios en el Imperio otomano residían en el territorio occidental y la Armenia otomana o Armenia Occidental, que hace referencia al territorio oriental de la península de Anatolia, que históricamente estuvo habitado por los armenios, y que pasó del Imperio bizantino a los turcos otomanos una vez conquistada Constantinopla (1453). Los límites de esta conquista variaron con el tiempo hasta quedar más o menos estables desde el siglo XVII hasta la partición del Imperio otomano en 1923. La zona donde se concentraba la mayor parte de la población armenia otomana comprendía seis valiatos o provincias (Bitlis, Diyarbakır, Mamuret-ul-Aziz, Erzurum, Sivas y Van).

## Historia (1453-1829)

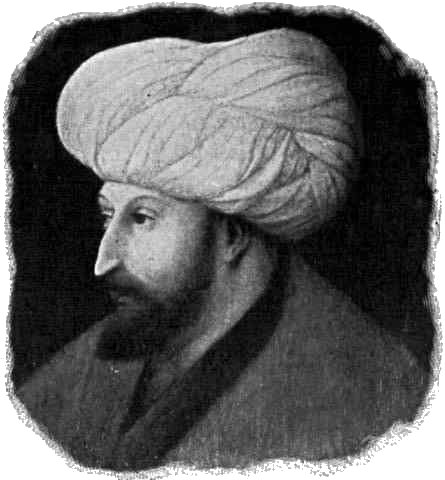
Mehmed II Fatih (conquistador).

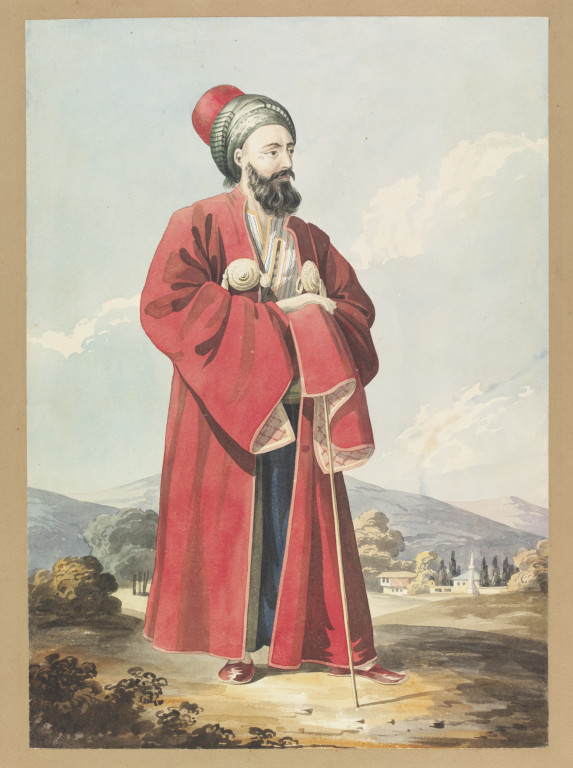
Coronel de artillería del ejército otomano de origen armenio o judío, después de 1818, por William Page

Tras la toma de Constantinopla por Mehmed II en 1453, los territorios de la Armenia bizantina pasaron a manos de los otomanos; sin embargo, en los años siguientes sus conquistas se ampliaron después de anexionarse el reino bizantino de Trebisonda en 1461 y los pequeños estados independientes surgidos tras la desintegración del Imperio selyúcida y que estaban situados entre persas y otomanos.
Tras los primeros choques entre las tropas de Mehmed II y las fuerzas selyúcidas, el Imperio otomano se extendió hasta la región de Erzincan. Mientras tanto, al otro lado de la frontera, los persas también se hicieron con el resto del territorio armenio una vez que acabaron con la resistencia de los turcomanos en 1472. A comienzos del siglo XVI, la victoria del sultán Selim I en la guerra entre persas y otomanos (1514-1516) condujo a la anexión de la mayor parte del territorio armenio que fue completada con las posteriores conquistas de Suleiman I y Murad III en 1585. Sin embargo, la derrota otomana en la siguiente guerra contra los persas en 1620, devolvió a estos últimos una parte de Armenia oriental. Armenia fue durante un siglo un campo de batalla entre dos imperios y por ello su territorio fue devastado y saqueado tras cada batalla que tenía lugar.

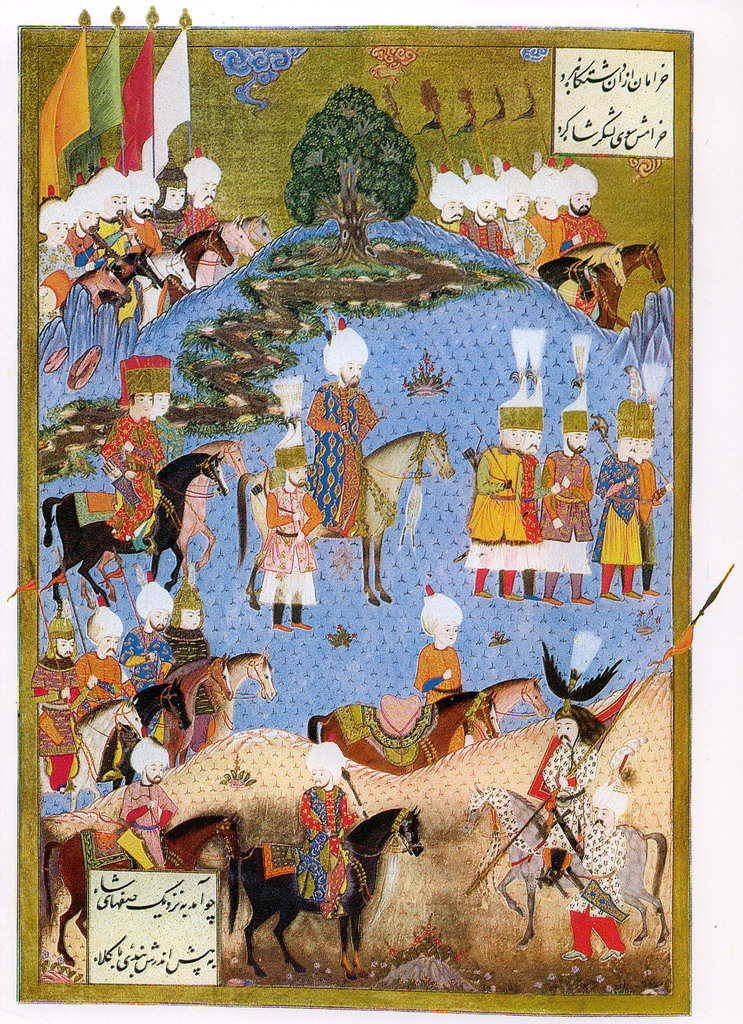
Suleiman I con su ejército en Nakhichevan durante el verano boreal de 1554.

El control otomano sobre Armenia supuso un progreso relativamente sensible con respecto a las dominaciones anteriores. Los sultanes tenían un fuerte poder centralizado y un aparato administrativo inspirado en el del Imperio bizantino, gracias a lo cual impusieron un relativo orden en todo el territorio.
Desde el siglo XV el sultán había otorgado a la Iglesia armenia ciertos poderes, que fueron reforzados un siglo después con la introducción del sistema de millet (comunidades confesionales). Ello condujo a que con el tiempo el patriarca armenio de Constantinopla llegara a ostentar un poder casi absoluto sobre los armenios. Hasta la llegada de las reformas de este sistema en el siglo XIX, la iglesia y sus pontífices acumularon poder y riquezas ejerciendo un mandato que no venía de su pueblo sino de los deseos del sultán.
Los derechos del Patriarca armenio fueron precisados en 1764. Como cabeza del millet, era responsable de las prerrogativas espirituales pero también de otras de carácter civil, tales como los matrimonios, actos notariales, beneficencia, enseñanza, derechos de imprenta y censura. Tenía la potestad de juzgar y castigar a todos los armenios en materia de herejías, insubordinación, fraude fiscal y también podía solicitar la pena de muerte para los condenados.

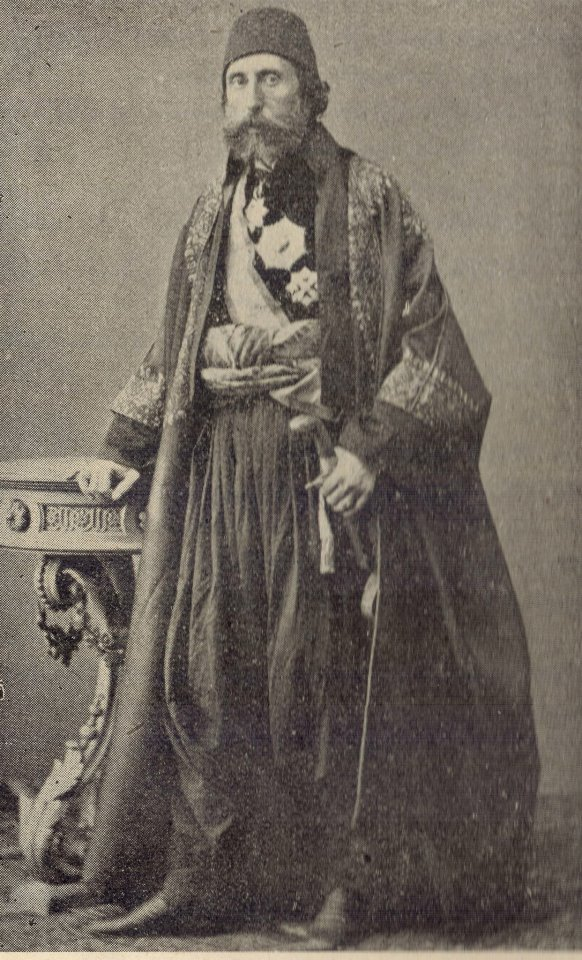
Fotografía en vida de Garabed Artin Pasha Davoudian (Davoud Pasha), primer Gobernante de origen Armenio del Monte Líbano, desde 1861 hasta 1868.

Si bien los armenios, como el resto de los miembros de confesiones no musulmanas, fueron considerados como súbditos de segunda categoría, se puede decir que desde el siglo XVII, fecha a partir de la cual comienza el inicio de la decadencia gradual del Imperio otomano, los reducidos derechos de las minorías cristianas fueron más respetados y la justicia impartida por los tribunales imperiales relativamente imparcial. Los armenios encontraron en ellos una eficaz protección.
El historiador Nicolae Jorga relata la intervención enérgica del sultán Murad III en favor de los armenios de Valaquia cuando los ortodoxos los persiguieron por motivos religiosos en un intento de lograr su conversión.
Con el tiempo, la prosperidad de la comunidad armenia fue dando lugar a una clase poderosa, con grandes fortunas e influyente dentro del Imperio, conocida como los samiras; mientras que los esriafs constituían la burguesía comercial propiamente dicha, que incluía artesanos, pequeños empresarios y comerciantes. Junto a ellos el campesinado, mayoritariamente ubicado en Anatolia oriental, no desempeñó ningún papel en la política interna del millet, aunque sí lo hizo en la lucha nacionalista que tuvo lugar a lo largo del siglo XIX.
Tras la guerra de independencia de Grecia (1821-1829), y el consiguiente decaimiento de la comunidad griega en los círculos del poder otomano, los armenios tomaron el relevo y pasaron a ocupar cargos importantes incluso en las instituciones del estado. Uno de los grandes símbolos del auge armenio fue, por ejemplo, la dinastía de los Dadian que inició su andadura en el siglo XVIII y cuyos descendientes llegaron a fundar y dirigir los arsenales del sultán. Durante décadas la clase dirigente armenia se había formado en universidades occidentales por lo que llegaron a ser expertos en materia de comercio internacional, intercambios financieros, joyería, además de tener un buen conocimiento de lenguas extranjeras y útiles contactos con Europa a través de las colonias que ellos mismos habían establecido.
También hubo una importante emigración interior, llegándose a formar importantes comunidades en Estambul, Izmir, Trabzon, Ankara y Kayseri.

## Período de las Reformas (1830-1876)
Tras el Tratado de Edirne o Adrianópolis (14 de septiembre de 1829), el Imperio otomano se vio obligado a reconocer la autonomía de Serbia y los principados danubianos, estos bajo protección rusa, y la soberanía de Grecia. A partir de ese momento, se instituyó indirectamente el principio de protección del Imperio otomano por las potencias occidentales y, en especial, por Gran Bretaña. Ello significó, que la línea de acción principal pasaba por la explotación capitalista del territorio otomano y que preveía la voladura controlada o la reestructuración funcional de aquellas partes que no interesaran o que fueran susceptibles de un sustancial aprovechamiento.

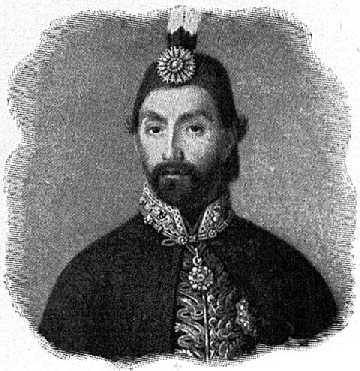
Sultán Abdülmecid I, iniciador de las Tanzimat con el Edicto de 1839

Fruto de la presión extranjera comenzaron a llevarse a cabo importantes cambios en la estructura administrativa y legal del Imperio durante el periodo conocido como de las Tanzimat (Reformas) entre 1839 y 1871. En lo que respecta a las minorías cristianas, las potencias europeas instaron al gobierno otomano para que mejorara la posición de estas comunidades, hasta ese momento integradas por súbditos considerados de segunda clase.
En 1831 el sultán Mahmud II reconoció el millet católico armenio, y tres años después la Iglesia evangélica (protestante) armenia abrió su primera escuela superior en el distrito estambulense de Pera (actual Beyoğlu).
El Edicto de Gülhane (Hatt-i Şerif), promulgado por Abdülmecid I en 1839, marcó el inicio de las reformas que en años sucesivos se llevaron a cabo con el fin de convertir a los súbditos en ciudadanos, y todos en igualdad ante la ley. El gobierno otomano creyó realmente que la introducción de reformas de estilo europeo era el único modo de salvar el Imperio.
A partir de 1845, el reclutamiento militar se universalizó para todos los ciudadanos, pero con el fin de evitar tensiones dentro del ejército, entre musulmanes y cristianos, se autorizó la exención del servicio mediante el pago de un impuesto especial. Además, la mayor parte de los griegos, judíos y armenios mostraban escaso entusiasmo en ingresar masivamente en las fuerzas armadas; la suma demandada era tan alta que para la mayor parte de los musulmanes esta opción fue inalcanzable.
En 1850 se constituyó la «nación protestante» armenia, dirigida por un obispo asistido por un comité laico encargado de gestionar los asuntos seculares de la comunidad.

### Decreto Imperial de 1856
Tras la derrota otomana en la guerra de Crimea (1853-1856), las potencias europeas de nuevo presionaron al sultán para que aumentara las concesiones a las minorías no musulmanas. Y así, en 1856, mediante un decreto imperial (Hatt-i Hümayun) se garantizó la libertad de culto, la igualdad junto a los musulmanes ante la justicia y los impuestos, el acceso a todas las instancias administrativas y, sobre todo, el libre disfrute de su inmunidad tradicional, principalmente en materia de organización interna de las comunidades.
Acogidas con gran satisfacción por los no musulmanes, estas concesiones supusieron un arma de doble filo. Algunas, en lo esencial, tenían un carácter integrador y no podían por menos que contribuir a la fraternización de los distintos pueblos. Mas al dejar a las comunidades el derecho a gestionar libremente sus asuntos internos, la salud del Imperio se vio empeorada a causa de sus particularismos.
El texto de Reforma (Islahat Fermanı) no contentó sin embargo a los ciudadanos musulmanes. Estos consideraron un insulto el que, a partir de ese momento, fueran igualados al resto de los grupos religiosos, pues ello significaba comenzar a perder su posición predominante dentro de la sociedad otomana.
Una de las principales razones para la pérdida de ese estatus fue la capacidad de las potencias imperialistas para asegurarse concesiones políticas y económicas tanto para ellas mismas como para las minorías cristianas que estaban bajo su protección.
Los ideales de unión y fraternidad defendidos por los reformadores obraron el efecto perverso de ayudar al renacimiento de las diversas «naciones» bajo el doble impulso de unas doctrinas prestadas por los nacionalismos europeos y un laissez faire otomano en el terreno de la administración comunitaria.

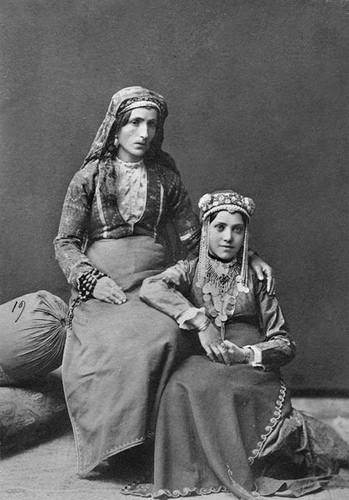
Mujeres armenias a fines del

Los armenios fueron los primeros en tomar conciencia de las posibilidades que se les abrían. Tras el edicto de 1856 el millet gregoriano, siguiendo los pasos del protestante, comenzó a secularizar su administración comunitaria, hasta ese momento controlada enteramente por el clero. Ello condujo a la aprobación de un reglamento para esta comunidad en 1863.
A lo largo del siglo XIX, el Imperio otomano quedó cada vez más expuesto a las influencias de la economía capitalista europea y a la penetración del comercio internacional. Varios grupos de minorías no musulmanas se convirtieron en los primeros receptores y promotores de estos flujos, saliendo beneficiados tanto económica como políticamente del nuevo sistema económico importado de Europa. Pese a ser numéricamente minoría, los no musulmanes se beneficiaron de privilegios culturales, económicos y sociales, que mejoraron su calidad y esperanza de vida. Por el contrario, a la mayor parte de la población musulmana, salvo unos pocos grupos de funcionarios y propietarios agrícolas, le tocó sufrir los cambios económicos pese a que ellos eran en teoría quienes ostentaban el control político de la maquinaria de un estado que se desintegraba rápidamente.
Los armenios constituían una de las más prósperas comunidades del imperio, habían incrementado su número, mejorado económicamente y ocupaban una posición privilegiada. Los habitantes del este de Anatolia se dedicaban principalmente a la agricultura, a la industria agropecuaria o al pequeño comercio. Los que vivían en las grandes ciudades eran profesionales liberales (abogados, ingenieros y médicos, entre otros), inversionistas, banqueros, joyeros o grandes comerciantes.
Los habitantes de las zonas rurales vivían en considerable prosperidad y seguridad, excepto aquellos situados en zonas remotas entre tribus kurdas, pero incluso ellos contaban con la protección directa o indirecta de misioneros, agentes extranjeros y consulados. El cónsul británico Taylor reportó desde Erzurum en 1869 que los armenios de esa región, donde eran una minoría, controlaban la agricultura y el comercio, siendo los dueños de las tres cuartas partes del capital invertido en esos sectores en sus respectivas localidades.

### Constitución nacional armenia
El Reglamento de la nación armenia (Nizâmnâme-i Millet-i Ermeniyân en turco otomano) no modificaba apenas el estatus de la comunidad en el seno del Imperio, pero sí su funcionamiento interno. Con la nueva disposición, el millet pasó a organizarse mediante una asamblea de 140 miembros, compuesta en su mayor parte por laicos, quienes a su vez designaban dos consejeros, uno religioso encargado de los asuntos espirituales y eclesiásticos, y otro civil para los asuntos económicos y educativos. Esta constitución, compuesta por 150 artículos, estuvo en vigor hasta 1876, cuando se promulgó una común para todos los ciudadanos del Imperio.

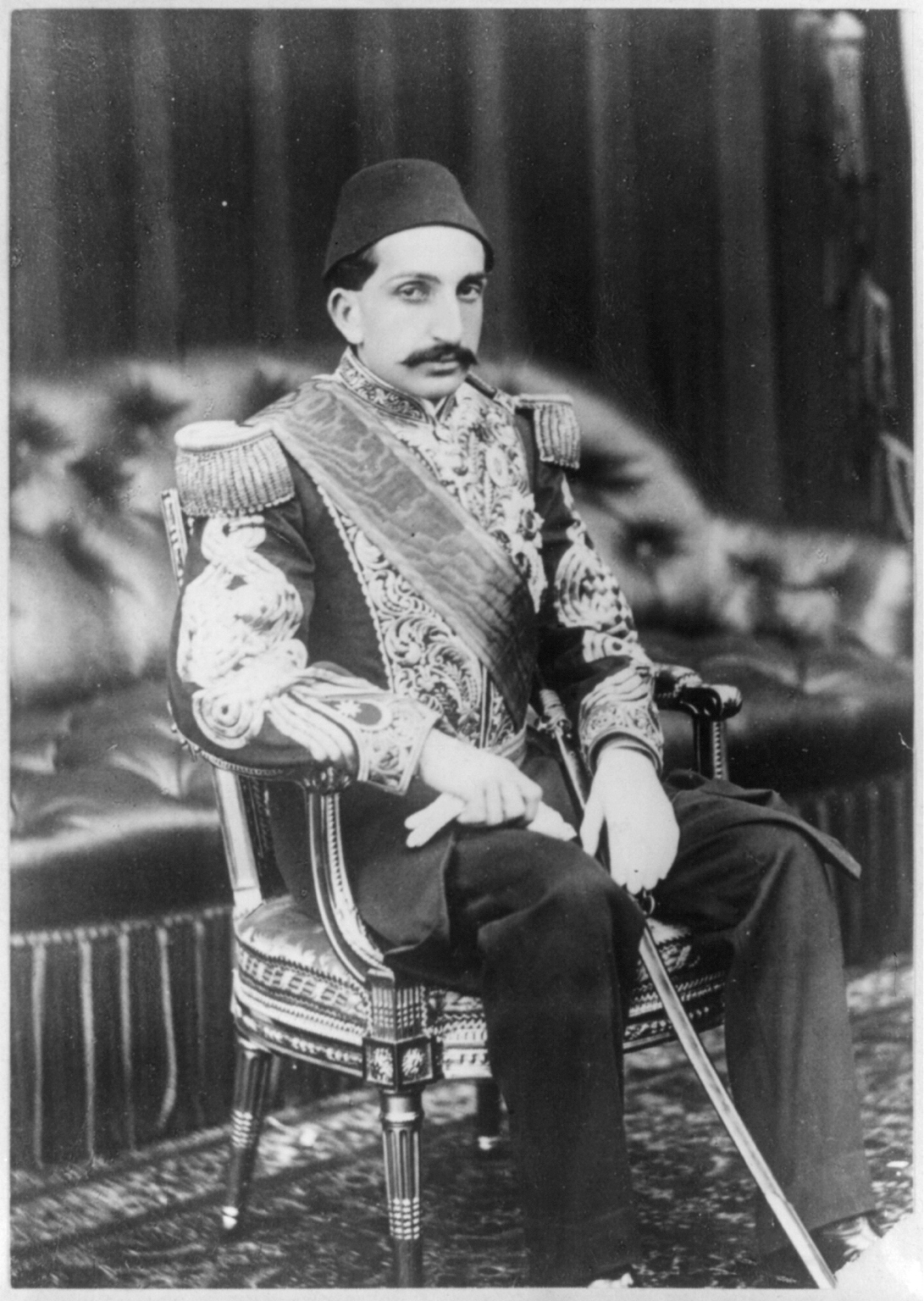
Sultán Abdul Hamid II.

Impulsada por los elementos más radicales, la asamblea no tardó en transformarse en un verdadero parlamento de la comunidad y comenzó a significarse por su toma de posiciones más y más subversivas, llegando a reclamar la autonomía de las provincias con población armenia. Por su parte, los patriarcas —en particular Migirditch Khrimian, elegido en 1869, y su sucesor Nerces Varjabedian—, se vieron empujados a salir de su papel religioso para hacer de defensores de las reivindicaciones nacionales avanzadas por la Asamblea.
La situación social se fue deteriorando, además, por la llegada masiva de refugiados procedentes de las limpiezas étnicas perpetradas por los nuevos estados balcánicos y Rusia, potencia que a partir de 1861 empezó a expulsar masivamente a circasianos y abjasios en dirección a Anatolia. Los armenios se quejaban de que la presión demográfica y poblacional iba en su contra y que los recién llegados, extremadamente pobres, amenazaban sus tierras en las seis provincias orientales de Anatolia donde se concentraba la mayor parte de la población armenia.
El periodo reformista culminó con la entronización de Abdul Hamid II en agosto de 1876 y la promulgación de una Constitución (Kanûn-ı Esâsî) el 23 de diciembre de ese mismo año. La nueva ley concedía a todos los ciudadanos iguales derechos, aunque el carácter de la misma era claramente autoritario y daba al sultán importantes prerrogativas. El gobierno rechazó cualquier discusión sobre la posibilidad de una ampliación legal destinada a las áreas cristianas del Imperio, como proponían las potencias europeas. Como resultado de ello, Rusia declaró la guerra el 24 de abril de 1877.

## Periodo Hamidiano (1876-1908)

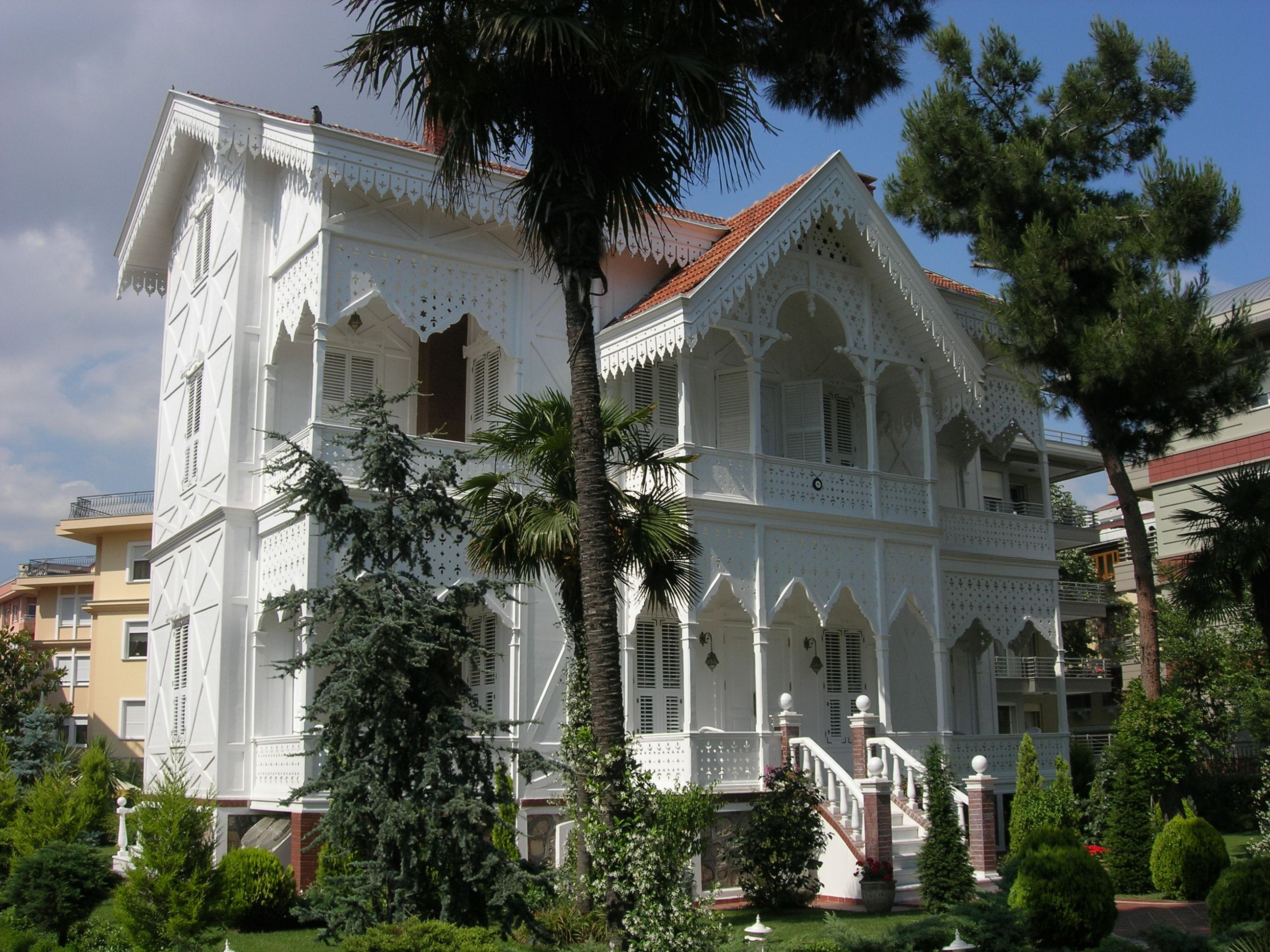
Edificio en la localidad de Yeşilköy donde se firmó el Tratado de San Stefano.

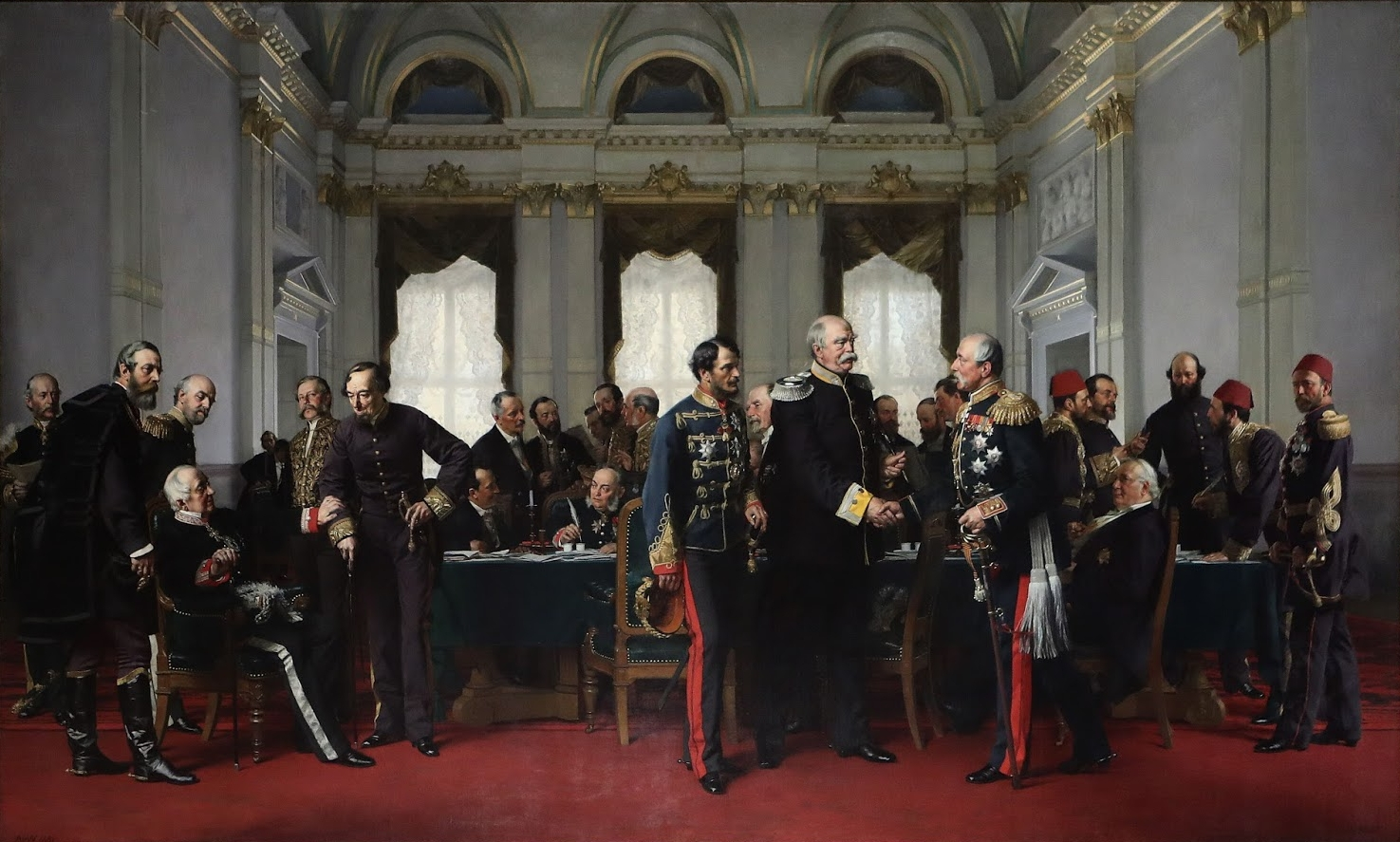
Congreso de Berlín, representación artística de Anton von Werner.

La victoria de Rusia la convirtió en la potencia dominante en los Balcanes. El Tratado de San Stefano (3 de marzo de 1878) supuso una rendición incondicional del Imperio otomano al tiempo que indignó a los británicos y austriacos e inquietó a los alemanes. Los rusos aceptaron la revisión del mismo y con tal motivo se organizó en Berlín una conferencia bajo auspicio alemán. El resultado del Congreso de Berlín fue la pérdida para el Imperio otomano de la práctica totalidad de los territorios balcánicos, algunas partes de Anatolia y Chipre. Todo ello significaba una tercera parte del territorio del Imperio y el 20 % de su población.
La nueva situación provocó ese mismo año la llegada masiva de decenas de miles de musulmanes que fueron expulsados o escaparon de los Balcanes y de Rusia para establecerse en Anatolia. Los armenios pronto comenzaron a protestar contra lo que consideraban una maniobra del gobierno para presionarles o forzar un desalojo gradual. Esta situación envenenó las relaciones entre la comunidad armenia y las autoridades otomanas a lo largo del último cuarto del siglo XIX. Para entonces los armenios ya no eran mayoría en ninguna de las seis provincias en las que se concentraban.

### Crisis social y hostilidad religiosa

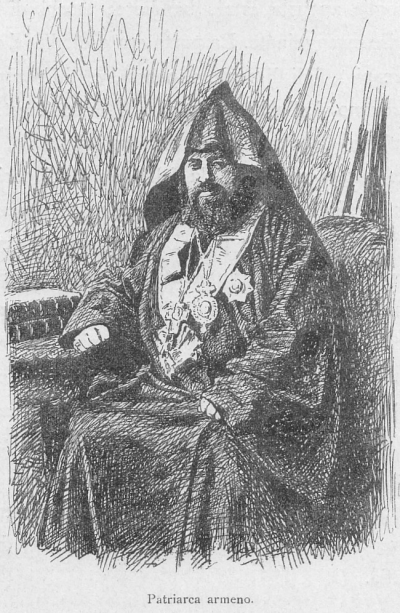
Patriarca armenio de Constantinopla hacia 1878.

Mehmet "Namık" Kemal, uno de los principales ideólogos del movimiento de los Jóvenes Otomanos.

La crisis que se desarrolló, sobre todo a partir de 1870, fue tanto política como económica y social. La combinación de inundaciones y sequía causó una hambruna en Anatolia en 1873 y 1874, la muerte del ganado y, consecuentemente, la despoblación de áreas rurales debido a la emigración hacia las ciudades. Esta catástrofe humana también hizo descender la recaudación de los impuestos, que el gobierno intentó paliar aumentándolos sobre la población que había permanecido en las zonas agrícolas, agravando aún más su situación. A todo ello hubo que sumar el desplome de los intercambios comerciales internacionales en 1873, que marcó el inicio de la «Gran Depresión» que sufrió la economía europea hasta finales de 1896.
El aumento de las concesiones a las minorías cristianas desagradó a la población musulmana. Las embajadas y consulados extranjeros se convirtieron en nuevos centros de poder. Como resultado de las Capitulaciones (concesiones que desde hacía décadas los distintos sultanes habían ido concediendo a los gobiernos extranjeros, y por extensión a sus ciudadanos y a las minorías de las que se fueron haciendo protectores), los cónsules pudieron ayudar a los cristianos otomanos haciendo extensivas las ventajas de las que disfrutaban.
No contentos con emitir declaraciones de protección consular, llegaban incluso a ofrecer a las minorías cristianas otomanas pasaportes como a sus propios ciudadanos, pudiendo obtener de ese modo la nacionalidad de otro país mediante una solicitud en el consulado más cercano. Quienes obtenían este privilegio podían eludir los tribunales otomanos, quedaban exentos de impuestos y también contaban con importantes rebajas de aranceles cuando comerciaban dentro del Imperio. Pese a que este grupo de beneficiarios era sólo una minoría dentro de la población, la hostilidad externa que se fue desarrollando se dirigió contra todos los cristianos.
Otro aspecto que alentó el enfrentamiento entre comunidades fue el reclutamiento militar. Al ser la población musulmana más joven la que engrosaba mayoritariamente las filas del ejército, la alta mortalidad debido a las constantes guerras y la imposibilidad de emplearse en el comercio o la agricultura, hizo más precaria la situación de las familias, ya de por sí desfavorecidas, al ser diezmado el sector social más dinámico. Por el contrario, las poblaciones cristianas se favorecieron de esa situación y fueron haciéndose con el control económico en las zonas rurales.
Las masacres de musulmanes en otras zonas del Imperio que comenzaban a independizarse, generaron también el nacimiento de un pensamiento nacionalista propiamente turco. El movimiento de los Jóvenes Otomanos, y posteriormente el de los Jóvenes Turcos, comenzó a divulgar un sentimiento de superioridad; una de sus premisas fue la de aceptar a otros pueblos en el Imperio a condición de que se sometieran a los turcos. Las crecientes demandas de mayor democracia por parte de las minorías cristianas, y en especial de la población armenia, generó una honda hostilidad entre los ideólogos del nuevo movimiento. Esta corriente reunía los valores musulmanes con un fuerte componente identitario turco, desconocido hasta ese momento. Sus intelectuales añoraban una edad de oro del Islam junto a la grandeza del Imperio, y como forma para lograrlo exigían la designación de un gobierno representativo y constitucional que generase un auténtico sentimiento de ciudadanía y lealtad al estado otomano.
Los Jóvenes Otomanos difundieron la idea de un resurgimiento nacional y atacaron a los impulsores de las Tanzimat, de quienes se declararon enemigos por su actitud conciliatoria tanto con las potencias extranjeras como con las minorías cristianas. Estas últimas eran vistas como sucursales del imperialismo y como una amenaza que acabaría con el Imperio. En consecuencia, la imagen de una burguesía armenia colaboracionista con los intereses extranjeros fue trasladada al resto de la comunidad, transformando el germen de una lucha de clases en un choque entre comunidades religiosas. Como resultado, el principio de igualdad entre los ciudadanos comenzó a percibirse con sospecha y como una coartada para las intrigas imperialistas que había de fondo.

### Masacres contra la población armenia
Fruto de esa crisis y del abandono al que fueron sometidas las clases populares armenias por parte de las potencias europeas, el nacionalismo armenio creció durante la época de crisis de las décadas de 1880 y de 1890 lastrado por una clara amargura ante lo que consideraban un injusto proceder de los firmantes del Tratado de Berlín. Armenakan, el primer partido nacionalista, fundado en 1885, era de tendencias más bien centristas, aunque terminó dejándose seducir por la acción insurreccional. Dos años más tarde, un grupo de estudiantes residentes en Suiza y Francia fundaron a su vez Hantchakian (‘Campana’), de ideología socialista.
Tanto unos como otros se mostraron muy atraídos por la estrategia insurreccional, pero pronto emularon también la propaganda por la acción de anarquistas y nacionalistas de diversas partes de Europa estaban poniendo en práctica por entonces. También había una fuerte influencia del estilo de lucha aplicado por los revolucionarios rusos de Naródnaya Volia (‘Tierra y Libertad’) y de las exitosas tácticas aplicadas por los nacionalistas búlgaros que habían propiciado insurrecciones locales, con la consiguiente represión de las autoridades otomanas y previsible intervención internacional.

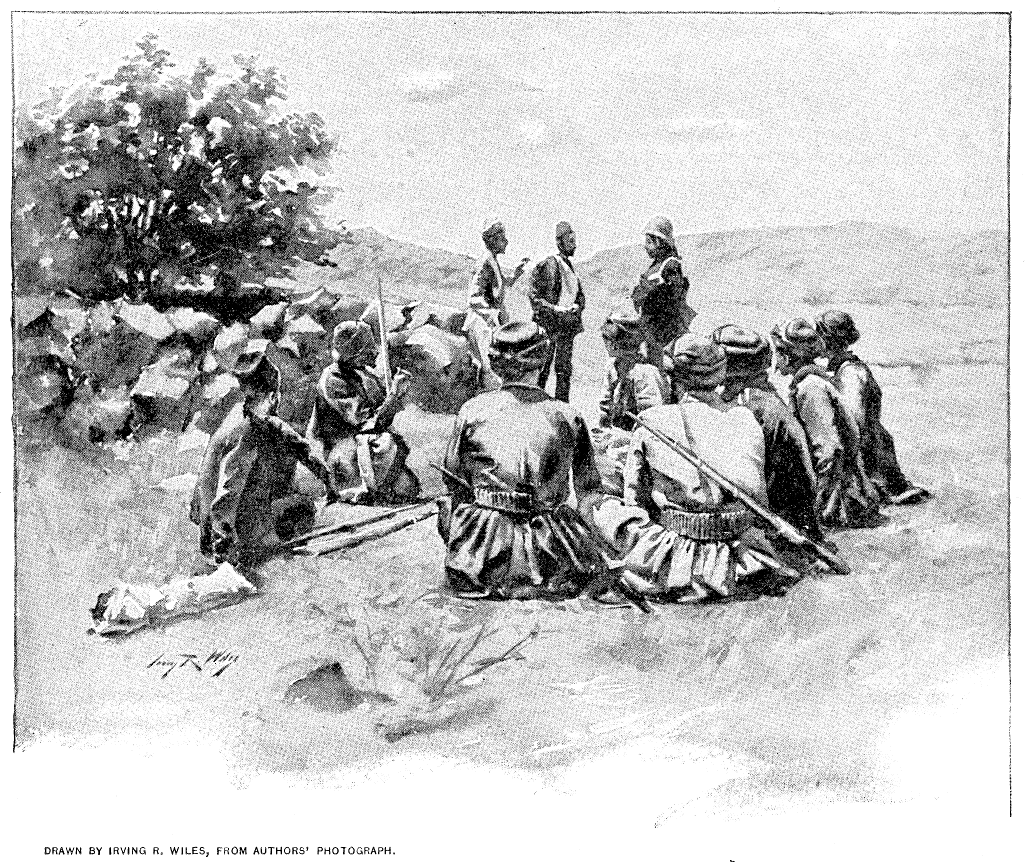
Grupo de kurdos en la primavera de 1894 (dibujo de Irving R. Wiles).

Sin embargo, el sistema represivo del sultán funcionaba bien y en las provincias orientales de Anatolia se formaron contingentes irregulares de caballería kurda, los denominados «escuadrones hamidianos». La creación de estas unidades fue una pesadilla para los armenios por su brutal accionar y porque oficializaban las tendencias depredadoras de los nómadas kurdos, que durante años habían sometido a las poblaciones sedentarias, incluyendo la armenia, a saqueos y abusos.
En medio de esa situación, los activistas armenios organizaron todo tipo de golpes de efecto, rebeliones contra el pago de impuestos, ataques contra las fuerzas del orden otomanas, los paramilitares kurdos o, incluso, civiles musulmanes con el fin de forzar una intervención extranjera. Las autoridades por su parte, incapaces de controlar de forma selectiva estas acciones, reaccionaron desproporcionadamente y en ocasiones con una brutalidad salvaje que incluso ejercían los civiles musulmanes, víctimas de ataques anteriores, o las fuerzas irregulares kurdas.
La mayor de las masacres tuvo lugar a finales del verano de 1894 en el distrito de Sasun, provincia de Bitlis. Activistas del grupo Hantchakian encabezaron una rebelión que fue reprimida por tropas irregulares kurdas, apoyadas por fuerzas gubernamentales bajo la dirección de Zekki Paşa. Durante tres semanas 24 pueblos fueron arrasados y miles de armenios cruelmente asesinados. Al término de las operaciones de castigo, las autoridades otomanas condecoraron a Zekki por sus «servicios». Aunque Gran Bretaña exigió la apertura de una comisión de investigación en la que estuvieran presentes delegados británicos, franceses y rusos, el objetivo de las autoridades al llevarla a cabo fue el de «investigar la conducta criminal de los bandidos armenios». La comisión fue demorada en el tiempo y finalmente no obtuvo ninguna conclusión relevante.

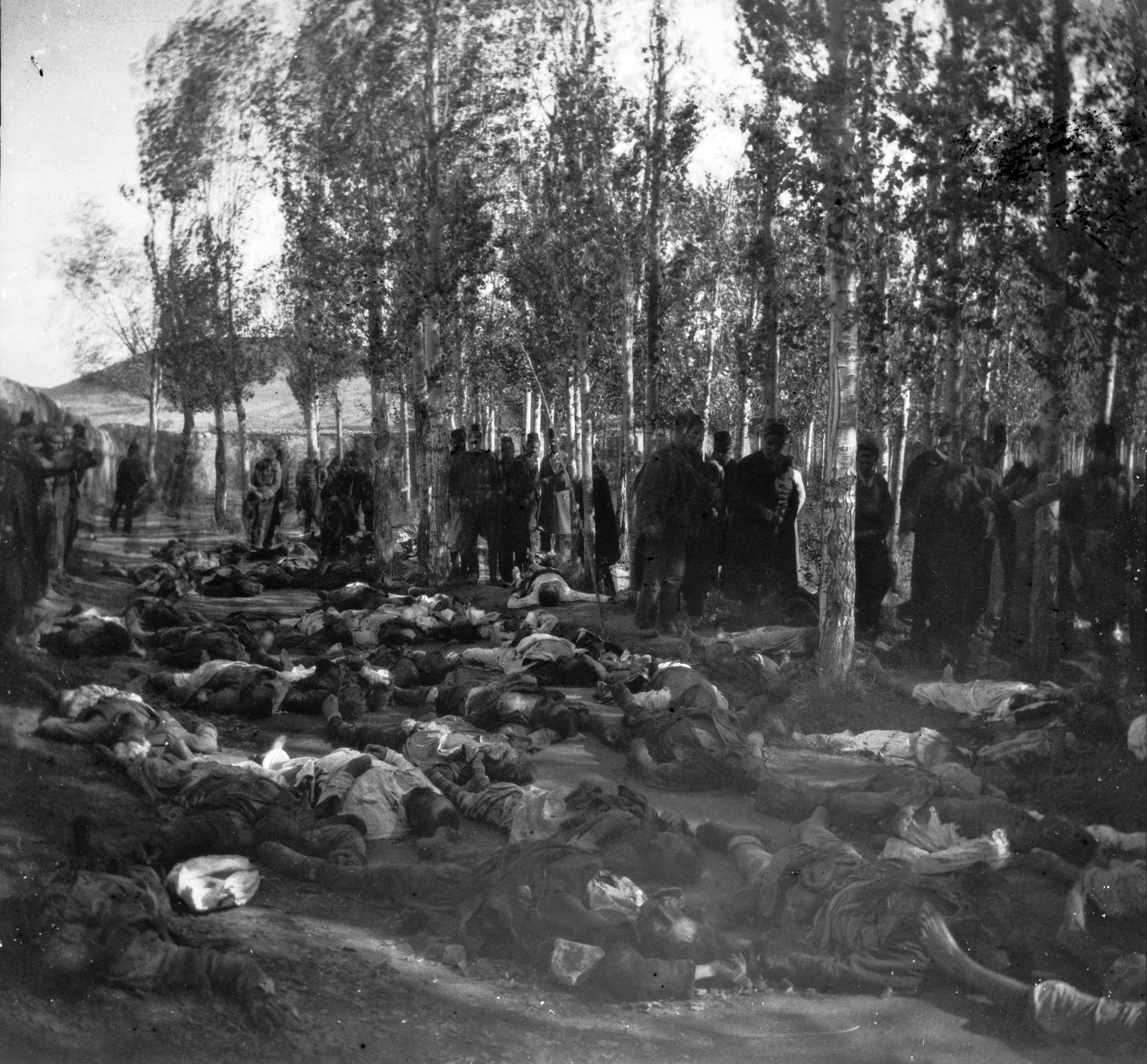
Masacre en Erzurum, 30 de octubre de 1895.

Las tres potencias presentaron un proyecto de reformas para los armenios que fue desestimado por el sultán. En París y Londres se llevaron a cabo grandes reuniones con el fin de recabar apoyo para el pueblo armenio. Con idéntico fin se realizó una manifestación en Estambul, el 30 de septiembre de 1895, que acabó con la muerte de muchos manifestantes, y hechos similares tuvieron lugar en Trabzon, en la costa del Mar Negro. Pero a finales de octubre y durante el mes de noviembre de ese año, los armenios continuaron siendo asesinados. Las matanzas fueron dirigidas por funcionarios del gobierno, a cuyo frente estaba Shakir Paşa. Estas se llevaron a cabo en todas las grandes ciudades, excepto en tres, del este del país y en todos los pueblos de la misma región. Según una estimación moderada, en seis semanas pudieron perecer unas 30 mil personas.
A finales del mes de enero de 1896 el sacerdote F. Charmetant presentó un informe, para cuya realización contó con los testimonios de seis embajadas en Estambul, en el que se detallaban los distintos actos de violencia contra la población armenia en 11 provincias del Imperio y según el cual las víctimas mortales habrían alcanzado «sin exageración» el número de 100 000.
Pero los crímenes contra la población armenia continuaron, ante la pasividad y el abandono de las potencias imperialistas. El 27 de agosto de 1896, las calles de Estambul fueron testigo de nuevos asesinatos en masa. Los barrios armenios fueron atacados por bandas armadas con palos, ayudados por policías y soldados del Imperio. Unas seis mil personas perdieron la vida. Abdul Hamid II empezó a ser conocido en Inglaterra como «el gran asesino», mientras que en Francia algunos escritores lo denominaban el «sultán rojo».
Diezmados por los enfrentamientos, la represión y el exilio, los activistas armenios desistieron de su estrategia en 1897, conscientes del evidente desinterés de su causa para los gobiernos extranjeros, y con ello también se puso fin, temporalmente, a los crímenes contra la población armenia.

### La cuestión armenia
Dentro de lo que a lo largo del siglo XIX se conoció como la Cuestión de Oriente, el aspecto relativo al pueblo armenio otomano comenzó a tener importancia sobre todo tras el Congreso de Berlín.
El artículo 61 del Tratado internacionalizó la cuestión armenia al reconocer la necesidad de reformas "en las provincias habitadas por armenios" por parte del gobierno otomano, y la responsabilidad de las potencias europeas en vigilar su cumplimiento. Pero ni este ni los demás artículos referidos a los armenios fueron cumplidos por ninguna de las partes firmantes del acuerdo, lo cual empujará durante 30 años a los reformadores armenios a ilusiones peligrosas además de convencer a las autoridades otomanas de que los armenios representaban un problema real para la integridad del imperio.
Las crecientes demandas armenias sobre su reconocimiento como nación, estuvo apoyada desde Europa por grupos de intelectuales emigrados que formaron comités para protestar contra los abusos del gobierno otomano y tratar de convencer a los estados europeos de la necesidad de su intervención. Sin embargo, estas reivindicaciones y la represión desatada contra los armenios, fundamentalmente durante la última década del siglo XIX, no motivaron más acción entre los estados europeos que declaraciones de condena, que en nada modificaron la política interna en el país.

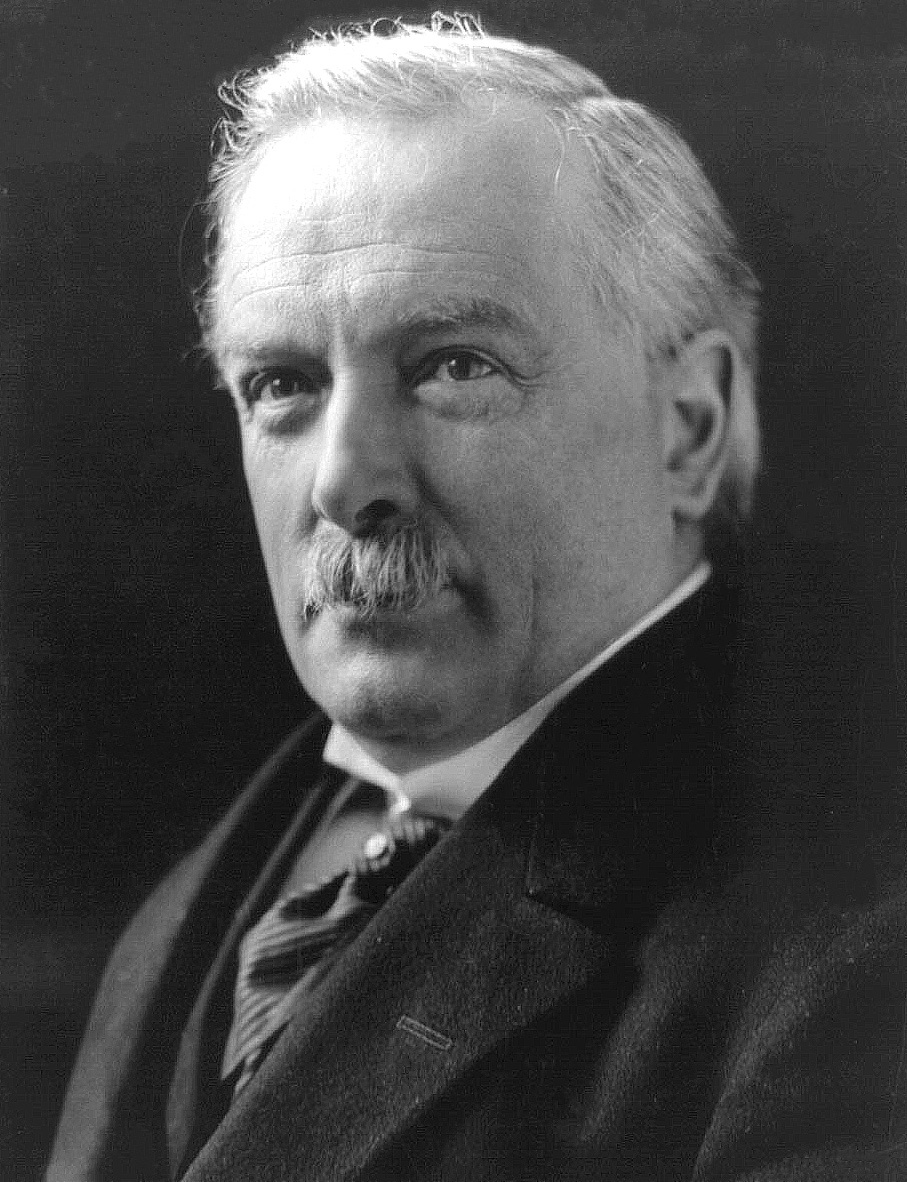
David Lloyd George.

La responsabilidad moral de las potencias extranjeras, fruto de sus intereses particulares sobre el espacio otomano, fue tan grave y criminal que el propio primer ministro británico entre 1916 y 1922, Lloyd George, llegó a reconocer su complicidad con la brutal política seguida contra los armenios.

Sin nuestra siniestra intervención, la gran mayoría de los armenios habrían sido situados, por el Tratado de San Stefano de 1878, bajo la protección de la bandera rusa. Por el Tratado de Berlín (1878) —enteramente debido a la presión conminatoria que nosotros ejercimos— (...) los infelices armenios volvieron una vez más bajo la bota de sus antiguos dueños. (...) La acción del gobierno británico condujo inevitablemente a las terribles masacres de 1895-97, de 1909 y en fin al holocausto de 1915, el peor de todos.

A su vez, tras la Conferencia de Berlín, el Imperio ruso comenzó a sentir como una gran amenaza el incremento de los movimientos revolucionarios en Transcaucasia que trataban de ayudar a sus vecinos para liberarse de la dominación otomana. El fantasma de una Armenia consolidada al otro lado de su frontera empujó al zar a adoptar una política de apoyo a las reformas impulsadas por Abdul Hamid II, en tanto que éstas permitían alimentar un conflicto turco-armenio que debilitaba a ambas partes. Esta perspectiva era compatible con las aspiraciones que, desde mucho tiempo atrás, Rusia tenía sobre ciertos territorios otomanos. En consecuencia su política se orientó hacia maquinaciones y maniobras diplomáticas que fueron en esa dirección.
Por su parte el Imperio austrohúngaro, con una organización muy próxima al otomano y contando con una población multiétnica que también enfrentaba conflictos interminables con respecto a las nacionalidades, apostó por la conservación del Imperio otomano pues su desintegración podía ser contagiosa para su territorio.
Francia era una potencia privilegiada en sus relaciones con la Sublime Puerta (gobierno otomano). A lo largo de los siglos había obtenido una serie de privilegios tanto para sus ciudadanos como en materia de comercio, derecho o religión, que la convertían en nación predominante dentro del Imperio. Durante el reinado de Abdul Hamid II la posición comercial de Francia había ganado en importancia y sobrepasaba al resto de las potencias. Por ello intentó por todos los medios evitar cualquier tentativa de cambio que perjudicara sus intereses dentro de un Imperio en decadencia.

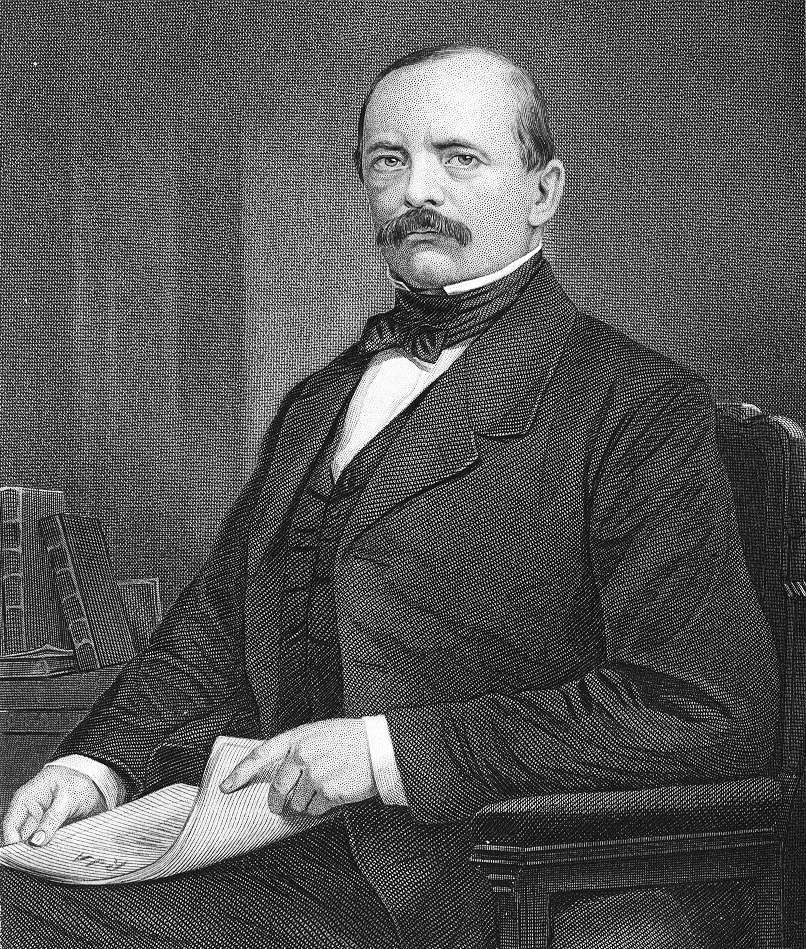
Otto von Bismarck en 1873.

Por último, Alemania enfrentó sus problemas internos durante el proceso de unificación con el auge de la cuestión armenia. El artífice de esta reunificación, Otto von Bismarck, también sentó las bases para la política alemana con respecto a la cuestión oriental. El principio director de esta política era el de evitar a toda costa la implicación en un conflicto, especialmente en lo referente a los armenios otomanos, del cual Alemania no sacaba ningún beneficio en la región ni de los pueblos que la habitaban. En consecuencia no había necesidad de intervenir en el conflicto, ni siquiera, por razones humanitarias. Gracias a la apertura de los archivos secretos rusos, se supo con posterioridad que el emperador alemán Guillermo II cursó órdenes a sus embajadores en Rusia, Inglaterra y Francia, durante el periodo 1894-96, para que recopilaran toda la información a la que tuvieran acceso sobre los nacionalistas armenios en esos países para hacérsela llegar al Sultán. Al mismo tiempo ordenó a todos los cónsules en territorio otomano (que operaban en distintas provincias) "de tener informado a Abdul Hamid de todo lo que concerniera a los armenios que viven en sus distritos".

### Periodo final
Durante los años de la crisis armenia (1894-96), y mientras el gobierno de Abdul Hamid II vio cómo aumentaba su impopularidad y su aislamiento internacional, el movimiento de los Jóvenes Turcos vivió un notable y rápido aumento. Agrupados en lo que se denominó el Comité de Unión y Progreso (CUP), o İttihat ve Terakki Cemiyeti (en turco), llegaron incluso a organizar un intento de golpe de estado, en septiembre de 1896, que fue frustrado por las autoridades y término con la ejecución, arresto y exilio de los conspiradores.

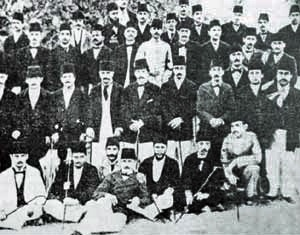
Primer congreso de la oposición otomana en París (1902).

El movimiento constitucional opositor recibió un duro revés y durante los siguientes diez años su centro de gravedad se situó en Europa, y especialmente en París, donde sus miembros estuvieron influenciados por las corrientes del pensamiento de la época. En diciembre de 1899 el movimiento recibió un nuevo empuje con la llegada a la capital francesa de Mahmud Celâlettin Paşa, un rico príncipe otomano medio hermano del sultán. Las distintas corrientes trataron de organizarse convocando para ello el primer Congreso de Otomanos Liberales, organizado en París en 1902, y en el que todas las nacionalidades del Imperio estuvieron presentes. La mayoría de los representantes, entre los que se encontraban los miembros de organizaciones armenias, apoyaron la tesis de que tanto el uso de métodos violentos como una intervención extranjera eran admisibles con el objetivo de derrocar a Abdul Hamid II.
En 1907, y a iniciativa de los grupos armenios, fue convocado el segundo congreso de París en un nuevo intento de unir al movimiento de oposición. Para entonces el movimiento unionista no había parado de crecer incluso dentro del Imperio, así como el descontento en el seno del ejército lo que movió a muchos oficiales a unirse al CUP. En 1908 un grupo de estos se sublevaron en Macedonia y demandaron la restauración de la constitución de 1876. Ante el fracaso de acabar con ellos por la fuerza, el 23 de julio de 1908 Abdul Hamid II anunció que la Constitución sería de nuevo aplicada y el Parlamento convocado tras un intervalo de 30 años.

## Gobierno de los Jóvenes Turcos (1908-1918)

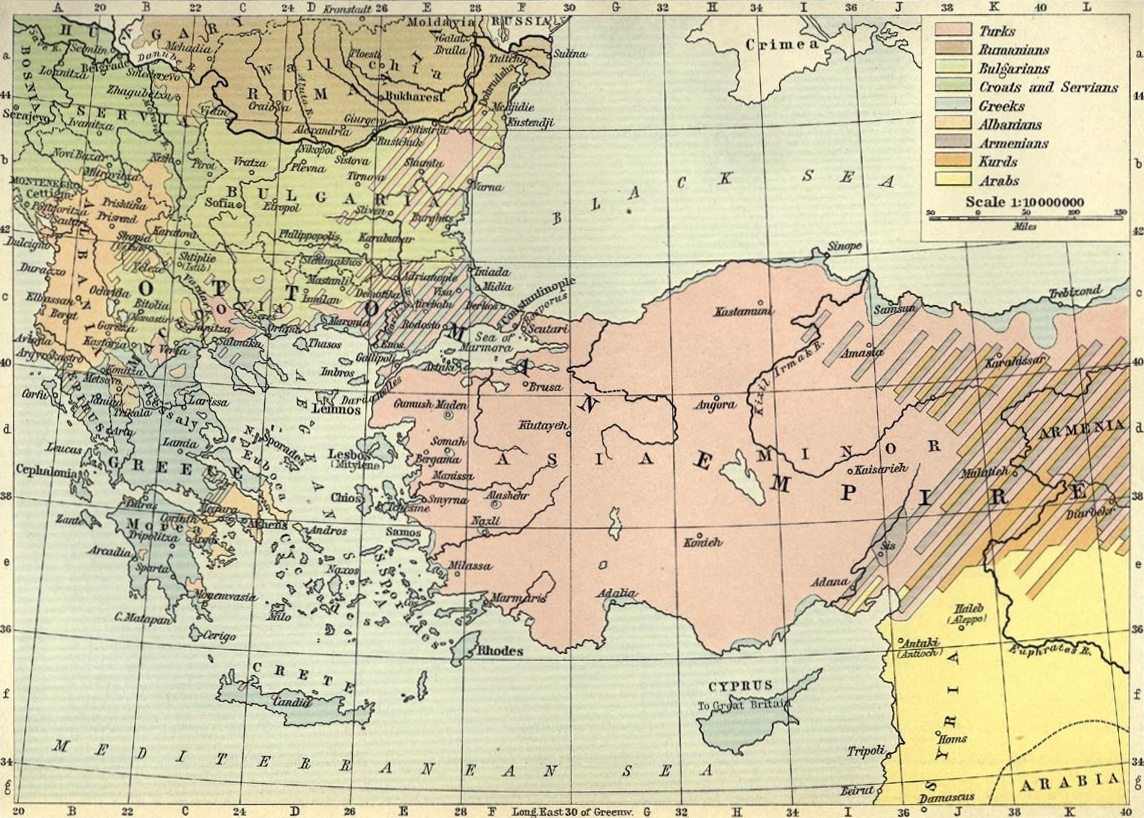
Grupos étnicos en los Balcanes y Asia menor a principios del siglo XX (William R. Shepherd, Atlas histórico, 1911).

La nueva situación política provocó una euforia popular pero no otorgó el poder al CUP ni inquietó al Sultán. La manipulada opinión pública aceptó la imagen de Abdul Hamid como la de un héroe reformador, el gobierno existente continuó en su cargo y el CUP se mantuvo como un grupo de presión política, sin ninguna responsabilidad formal. El principal acontecimiento durante los primeros meses fue la celebración de elecciones, en las que se garantizaban un número de escaños en el nuevo Parlamento para todas las nacionalidades. Pese a todo, la mayoría unionista conseguida en las urnas no consiguió erradicar del poder a la elite burocrática adscrita a la Sublime Puerta, y se confiaron en su papel de controlar al ejecutivo.
El nuevo parlamento estaba integrado por 142 turcos, 60 árabes, 25 albaneses, 23 griegos, 12 armenios (entre los que había cuatro Dachnaks y dos Hentchaks), cinco judíos, cuatro búlgaros, tres serbios y un valaco. El CUP, principal fuerza impulsora de la revolución, era el principal grupo político de un parlamento muy fragmentado y contaba con 60 de los 275 escaños.
El CUP no tuvo posibilidad ni tiempo de llevar a cabo su programa; una nube de viejos políticos exiliados por Abdul Hamid, entre ellos grandes visires, príncipes, antiguos ministros y altos funcionarios, retornaron y, aprovechando las elecciones, eliminaron a los revolucionarios del partido tomando el control del mismo. La corrupción alcanzó cotas desconocidas y los motines y la violencia étnica aparecieron de nuevo en las provincias del Imperio. Seis meses después de promulgar la Constitución, la situación era insostenible.

### Genocidio armenio

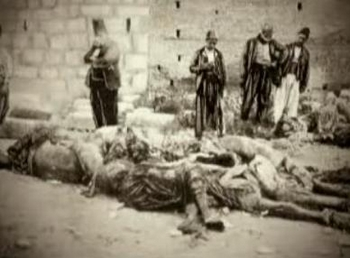
Masacre de Adana (1909).

La mayoría de los armenios occidentales murieron durante el genocidio de 1915 (1,5 millones de una población antes de la guerra de unos dos millones de habitantes o más); sin embargo, muchos escaparon a Oriente Medio y los Balcanes, y más tarde se convirtieron en comunidades organizadas con ciertos grados de influencia política en sus países de acogida. Muchos también se trasladaron a Europa y América del Norte para encontrar mejores condiciones de vida. Durante estas migraciones, la mayoría de los armenios occidentales conservaron su cultura, debido a que tradicionalmente su vida giraba en torno a la Iglesia armenia y centros de la comunidad adyacente. Sin embargo, algunos armenios se distanciaron de la comunidad y acabaron por asimilarse.